# Cozz
Cozz, pseudonimo di Cody Osagie (Los Angeles, 1º ottobre 1993), è un rapper e produttore discografico statunitense, nativo di South Central, Los Angeles, sotto contratto con la Interscope e la Dreamville di J. Cole.

## Biografia
Inizia a rappare nel 2013, guadagnandosi in fretta credibilità sulle strade della West Coast che gli attira paragoni importanti: è notato da J. Cole, quindi firma per la sua Dreamville l'anno seguente. Nel 2014 esce il suo primo album in studio, Cozz & Effect, finito immediatamente nelle classifiche della Billboard. Seguono diverse collaborazioni, la pubblicazione del mixtape Nothin' Personal e il secondo disco, l'acclamato Effected (2018), al quale partecipano J. Cole, Curren$y e Kendrick Lamar.

## Discografia
Album in studio
- 2014 – Cozz & Effect
- 2018 – Effected

Mixtape
- 2016 – Nothin' Personal
- 2018 – Aftermath of My Dreams (con DJ Megan Ryte)

Raccolte
- 2015 – Revenge of the Dreamers II (con la Dreamville Records)